# Bataillon Touran
Le bataillon Touran (en turc:Turan Taburu|azerbaïdjanais:Turan batalyonu|kirghize:"Туран" батальону|tatar:Туран Батальоны) est un bataillon de volontaires turcs des forces armées ukrainiennes combattant dans la guerre russo-ukrainienne.

## Historique
Le 20 novembre 2022, un militant de l'opposition kazakh nommé Aidos Sadykov annonce la création du groupe sur sa chaîne Telegram. 
Il nomme le ressortissant kirghize, Almaz Kudabek, qui travaillait comme coiffeur à Kiev, commandant du groupe. Almaz Kudabek apparaît dans la vidéo d'introduction du groupe dans laquelle il déclare que l'objectif du groupe est de lutter contre le « génocide des peuples turcs » perpétré par la Russie, et menace également Vladimir Poutine et Ramzan Kadyrov.
L'ambassadeur kirghize en Ukraine, Idris Kadirkulov, propose à Kudabek de retourner au Kirghizistan, mais Kudabek rejette l'offre et choisit de continuer à combattre en Ukraine,. 
Le 21 février 2024, Zhasulan Duisembin, mercenaire kazakh de l'armée ukrainienne, explique dans une interview qu'il n'y a jamais eu de bataillon turc dans les rangs ukrainiens. Il affirme que le bataillon Touran n'était qu'une invention avec laquelle l'Ukraine a tenté de gagner la sympathie et le financement de la Turquie et d’autres pays turcophones.[réf. nécessaire]

## Effectifs
Dans une interview de janvier 2023, Almaz Kudabek déclare que le bataillon Touran compte environ 600 combattants et affirme que Kadyrov lui a fait perdre 500 000 dollars. 
Le bataillon Touran compte dans ses rangs des Kazakhs, des Kirghizes, des Azerbaïdjanais, des Ouïghours, des Tatars, des Tatars de Crimée et divers autres peuples turcs de Russie et du Caucase du Nord,.